# الناظور (ولاية تيبازة)
الناظور بلدية تقع غرب ولاية تيبازة تتوسط كل من بلدية حجوط وشرشال و تيبازة يفصل بينها وبين البحر جبل شنوة.
1. ↑   بي دي إف Recensement 2008 de la population algérienne, wilaya de Tipaza, sur le site de l'ONS. نسخة محفوظة 23 يوليو 2018 على موقع واي باك مشين.
2. ↑  GeoNames (بالإنجليزية), 2005, QID:Q830106